# Pella

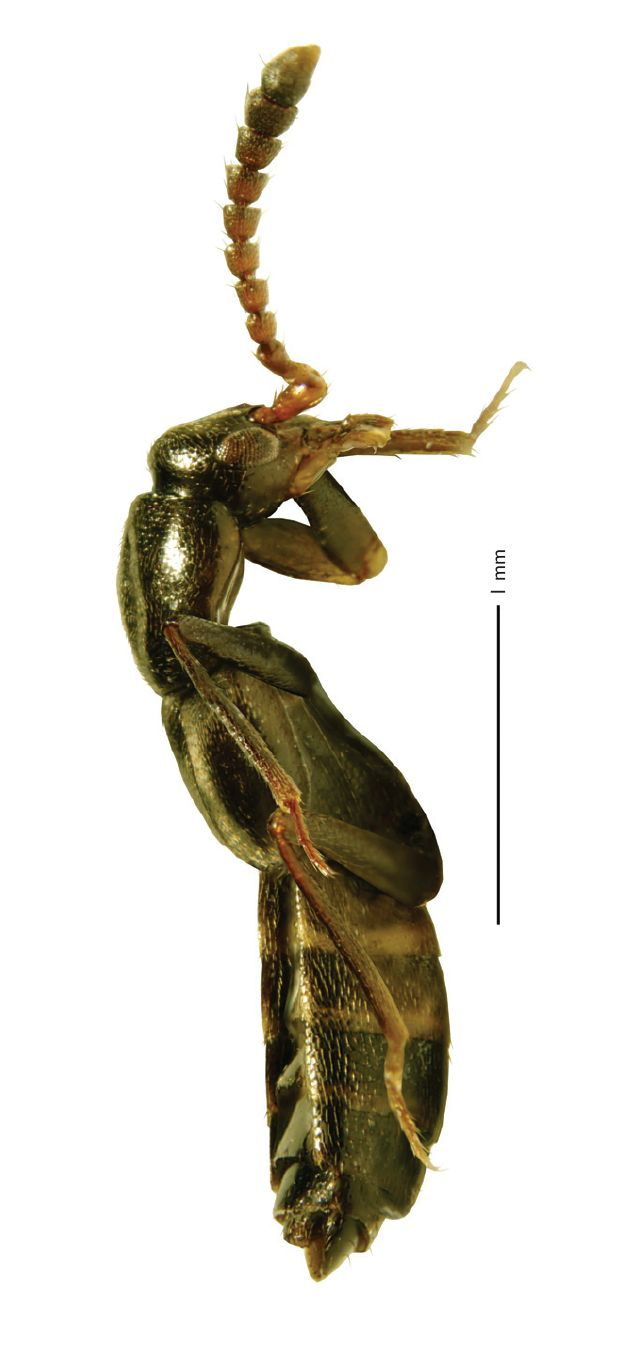
Pella glooscapi

Pella  (лат.) — род мирмекофильных жуков-стафилинид из трибы Lomechusini (подсемейство Aleocharinae). Ранее рассматривался в качестве подрода в составе Zyras.

## Распространение
Голарктика (кроме тундры и пустынь).

## Описание
Длина вытянутого тела 3,4—7,0 мм (бока субпараллельные). Красновато-оранжевые, коричневые, чёрные. Усики 11-члениковые. Голова фронтально округлая,с затылочным швом, без шеи. Длина глаз составляет 0,35—0,56 от ширины головы. Переднеспинка и надкрылья покрыты щетинками. Задние крылья развиты. Формула лапок (число члеников в передних, средних и задних ногах): 4—5—5. Лигула без щетинок, но с сенсиллами. Жизненный цикл короткий: яйца развиваются 2 дня, личинки 1 стадии — 2—3 дня, личинки 2 стадии — 3—4 дня, куколки — 5—7 дней. Для многих изученных видов характерны мирмекофильные связи с муравьями: падальщики и хищники. Обнаружены на муравьиных тропинках, внутри или около муравейников Lasius fuliginosus, Lasius spathepus, Lasius fuji, Liometopum microcephalum, Formica rufa, Crematogaster, Tapinoma и других видов.

## Систематика
Род имеет сложную таксономическую историю. Впервые он был выделен в 1835 году английским энтомологом Джеймсом Френсисом Стивенсом, типовым видом позднее был обозначен Staphylinus limbatus Paykull, 1789 (=Pella limbata). Включает около 50 видов и ранее включался в качестве подрода в состав рода Zyras. В последнее время в состав Pella включают таксоны Myrmelia Mulsant & Rey, 1873, Pellochromonia  Reiner, 1909 и Lepla  Tottenham, 1939, которые ранее также рассматривались подродами в составе крупного рода Zyras Stephens, 1835:
- Pella angustula (Casey, 1893)
- Pella caliginosa (Casey, 1893)
- Pella carolina (Casey, 1911)
- Pella cognata  (Märkel, 1842)
- Pella cooterorum Maruyama, 2006[2]
- Pella coreana Maruyama, 2006
- Pella criddlei (Casey, 1911)
- Pella erratica  (Hagens, 1863)
- Pella fauveli (Sharp, 1883)
- Pella funesta  (Gravenhorst, 1806)
- Pella gesneri Klimaszewski in Klimaszewski, Sweeney, Price and Pelletier, 2005[5]
- Pella glooscapi Klimaszewski & Majka, 2009[6]
- Pella hlavaci Maruyama, 2006
- Pella horii Maruyama, 2006[2]
- Pella humeralis  (Gravenhorst, 1802)
- Pella iberica Maruyama, 2006
- Pella intermedia Maruyama, 2006
- Pella jelineki Maruyama, 2006
- Pella kidaorum Maruyama, 2006
- Pella kinomurai Maruyama, 2006
- Pella kishimotoi Maruyama, 2006
- Pella laticollis (Märkel, 1842)
- Pella limbata (Paykull, 1789) typus
- Pella lugens (Gravenhorst, 1802)
- Pella loricata (Casey, 1893)
- Pella maoershanensis Song & Li, 2013[7]
- Pella masakoae Maruyama, 2006
- Pella plutenkoi Maruyama, 2006
- Pella primorskyiana Maruyama, 2006[2]
- Pella recisa (Casey, 1911)
- Pella schillhammeri Maruyama, 2006
- Pella schmitti (Hamilton, 1895)
- Pella similis (Märkel, 1845)
- Pella tianmuensis Yan & Li, 2015[8]
- Pella zhoui Maruyama, 2006
- Другие виды